# Seydou Diarra
Seydou Elimane Diarra (23 de novembro de 1933 – 19 de julho de 2020) foi um diplomata e político que ocupou o cargo de primeiro-ministro da Costa do Marfim entre 18 de maio e 18 de outubro de 2000, e entre 10 de fevereiro de 2003 e 7 de dezembro de 2005.
Morreu no dia 19 de julho de 2020 em Abidjan.